# У твојим очима
У твојим очима је први послератни (односно шести) албум групе Црвена Јабука. Албум је издат 1996. године за Кроацију рекордс (некадашњи Југотон).

## Позадина
1993. године, Жера учествује на првом босанском избору за представника на Евровизији са песмом "Monroe". Песма је освојила 4. место.
1994. године се сели у Хрватску, а наредне године снима дует са Северином на албуму Трава зелена.

## О албуму
Након одласка Златка Арсланагића у Лондон, Дражен Жерић уз бубњара Дарка Јелачића и Никшу Братоша у Загребу обнавља рад групе и јесени 1995. године започињу снимање у студију Rockoko. Дана 17. јануара 1996. албум се налази у продаји, а пут до публике је најпре нашла песма „Не говори више“, као и нумера Дражена Ричла, која раније није наснимљена „Сањам те“. У обради празничног класика „Бијели Божић“ гостује Саша Лошић, који ће им се придружити и на турнеји. Иако првобитну верзију „Враћам се теби секо“ певају Жера и Младен Војичић Тифа, на изричит захтев дискографске куће, на албуму гостује Ален Витасовић. Пуно година касније на интернету ће се појавити оригинална верзија са Тифом. Албум наставља традицију љубавних балада са песмама „Кад ћеш ми доћ“ и „Сад је срце стијена“, а бележи и обраду Емира Башића, песму „Дени“, која је највећу популарност имала у извођењу групе КОД.
Концертом у великој дворани загребачког Дома спортова 14. децембра 1996. године отпочеће повратничка турнеја, на којој су као гитаристи свирали Никша Братош и Игор Ивановић, кога ће у другом делу турнеје заменити Саша Залепугин. Десет година од првог албума ће обележити још једним концертом у Дому спортова, 4. децембра исте године, а део аудио-записа ће бити објављен на диску пет година касније. Турнеја ће трајати све до средине 1997. године.

## Постава
- Дражен Жерић Жера — вокал
- Дарко Јелчић Цуња — бубњеви
- Никша Братош — мандолина, клавијатуре, гитара, виолина
- Крешимир Каштелан Крешо — бас-гитара
- Марио Вукошић Џими — гитара
- Данијел Ластрић — клавијатуре

## Списак песама
1. Не говори више (Фазлић)
2. Кад ћеш ми доћ' (Фазлић)
3. Сањам те (Ричл-Жерић)
4. Враћам се теби секо (Фазлић)
5. Стари мој (Лошић)
6. Сад је срце стијена (Фазлић)
7. Иза прозора (Лошић)
8. Дени (Бајрамовић-Ковачевић)
9. Сјећања (Лошић)
10. Као да сањам (Шетка-Попов)
11. Радио (Прерадовић-Буљубашић)
12. Махала (Фазлић)
13. Бијели Божић (Берлин)

## Обраде
Дени (оригинали: COD — Denny и Про арте — Једна мала плава)